# Camarade
Pour les articles homonymes, voir Camarade (homonymie).
Camarade se dit d'une personne avec laquelle l'on partage un ou plusieurs centres d'intérêt.
Il est utilisé entre les membres de partis politiques de gauche, notamment communistes et socialistes, par des syndicalistes, ainsi que par des patriotes et des nationalistes. C'est également un terme du vocabulaire militaire. Le mot est également employé à l'école : « camarades de classe ».

## Sens du terme
(septembre 2021).
- Si vous ne connaissez pas le sujet, laissez ce bandeau (vous pouvez alors contacter les auteurs).
- Si vous supprimez le contenu mis en cause (vous pouvez préalablement contacter les auteurs),

argumentez précisément cette suppression dans la page de discussion
(un manque de référence n'est pas un argument ; une recherche réelle de référence doit avoir été effectuée, être formellement documentée).

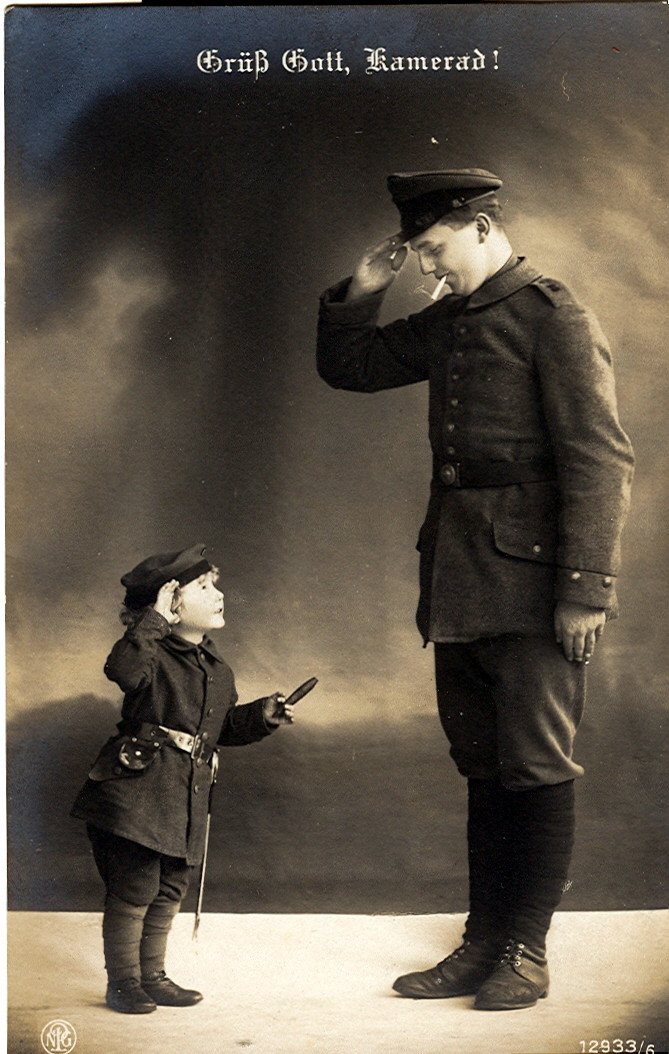
Carte postale allemande de 1915 : « Bonjour, camarade ! ».

Le terme est emprunté à l'espagnol camarada, qui désigne une chambrée de soldats.
Après la Révolution russe, il a été choisi par les communistes comme civilité plus égalitaire que Monsieur, Madame ou Mademoiselle. Ce choix s'inspirait de la Révolution française qui, en abolissant les privilèges, a voulu abolir également les titres de noblesse en utilisant le terme de citoyen (ou citoyenne). En réalité, l'emploi du mot camarade n'a pas commencé avec la Révolution russe. Le Dictionnaire d'étymologie de Larousse indique que le sens politique du mot est né en 1790. Il a été ensuite largement utilisé par les soldats français sous Napoléon, notamment le "chant de l'Oignon" qui désigne la marche des soldats face à l'ennemi autrichien. Les soldats de la garde de l'empereur s'appelaient entre eux camarades, car ils venaient de la même chambrée.
La surabondance du terme Camarade (en russe Товарищ / Tovarichtch) est plus une caractéristique de films stéréotypant les Soviétiques qu'un reflet de la réalité  : le terme était en fait peu utilisé dans le langage courant en Union soviétique (où l'on disait plutôt (jeune) homme ou (jeune) femme), mis à part dans les documents officiels et les discours formels, en particulier dans l'armée (ex. : Camarade colonel ) ou en s'adressant à un auditoire (ex. : Honorables (ou Chers) camarades !).
Les militants du Parti communiste français emploient ce terme déjà en usage au sein du Parti socialiste SFIO où les militants s'appelaient camarades et citoyens, tandis que les anarchistes se nommaient plutôt compagnons. Les sociaux-démocrates allemands emploient le terme correspondant Genosse depuis la fin du XIXe siècle, terme dont l'usage sera conservé ensuite sous le régime communiste de la République démocratique allemande.